# Finse geldgeschiedenis
De Finse muntgeschiedenis is kort, maar heftig. Ze begint wanneer Finland nog deel uitmaakt van het Russische Rijk en in het kader van een grotere autonomie en nationaal bewustzijn een eigen munt weet te verwerven, en eindigt een kleine 150 jaar later met de invoering van de euro. De Finse munteenheid, de markka, was een belangrijk symbool van nationaal bewustzijn en nationale zelfbeschikking. Vooral hierdoor was de overstap naar de euro zwaar omstreden.

## Finland onder Zweeds en Russisch bestuur (13e eeuw – 1860)
Pas in 1860 zou Finland een eigen munteenheid krijgen. Tot die tijd werd Zweeds en Russisch geld gebruikt. Sinds 1249 maakte wat nu Finland is deel uit van het Zweedse koninkrijk. In diezelfde eeuw begon een muntatelier in Turku (toen een van de grootste en belangrijkste steden van het Zweedse koninkrijk) met het slaan van (Zweedse) munten.
De Finse Oorlog (1808-09) tussen Zweden en Rusland, gewonnen door Rusland, brengt Finland onder Russisch bestuur. Finland wordt als autonoom groothertogdom onderdeel van het Russische rijk en heeft daadwerkelijk een relatief grote mate van autonomie. De wettelijke groothertog is de tsaar, die zich in Finland echter door een gouverneur laat vertegenwoordigen. Deze ontwikkelingen kunnen als de geboorte van de Finse staat worden beschouwd. In 1811 wordt bovendien de Finse nationale bank te Turku opgericht. Tot de onafhankelijkheid heeft deze echter vrij weinig in te brengen.
Reeds in 1809 wordt de Russische roebel tot wettig betaalmiddel verheven. Zweeds geld blijft echter ook op grote schaal in gebruik. Dit verandert pas in 1840 wanneer de roebel tot enig wettig betaalmiddel verklaard wordt en het Zweedse geld ingetrokken wordt.

## De Finse mark in het Russische keizerrijk (1860-1917)
In het kader van de Finse autonomie is er jarenlang gedebatteerd en voor een eigen munt gestreden. Op 4 april 1860 was het zover: Finland kreeg een eigen munteenheid, de markka of Finse mark, onderverdeeld in 100 penni. De nieuwe munteenheid werd aan de Russische roebel gekoppeld met een koers van 4 markka voor 1 roebel. De markka zou in Finland naast de roebel wettig betaalmiddel zijn. Finland was in deze periode het enige deel van het Russische rijk dat een eigen munteenheid had (de Poolse złoty was inmiddels weer opgeheven).
De naam markka is een leenwoord, ontleend aan een middeleeuwse gewichtsmaat. De naam van de later ingevoerde Duitse mark kwam van hetzelfde woord. De naam werd gekozen na een wedstrijd erover. Enkele andere inzendingen waren: sataikko ("bestaande uit honderd delen"), omena (appel) en suomo (van Suomi, de Finse naam voor Finland).
Al in 1860 werd er papiergeld uitgegeven. De eerste munten volgden pas in 1864. Aanvankelijk is de markka in gebruik als aanvulling op de reeds in omloop zijnde roebels. Wanneer in 1865 de markka echter aan zilver in plaats van aan de roebel gekoppeld wordt, verdwijnt de roebel al snel uit de omloop. In 1877 wordt de koppeling met zilver losgelaten. Finland gaat over op de gouden standaard en wordt lid van de Latijnse Muntunie.

## Van Eerste Wereldoorlog tot muntsanering (1914-1963)
Als onderdeel van het Russische Rijk deed Finland mee aan de Eerste Wereldoorlog. In 1915 wordt de inwisselbaarheid van bankbiljetten in goud opgeheven. Daarmee komt ook een einde aan de gouden standaard. De productie van munten, zelfs van zilveren munten, gaat echter gewoon door. Na de Russische revoluties en het (naderende) verlies van Rusland in de oorlog wordt Finland van 20 maart tot 7 november 1917 bestuurd door een voorlopige regering. De productie van munten gaat gewoon door, maar de tsarenkroon en Russische inscripties worden verwijderd. Op 6 december 1917 verklaart Finland zich onafhankelijk.
Vanaf 1918 worden munten onder "Suomen Tasavalta" ("Finse Republiek") geslagen. Van 1926 tot 1931 geldt de gouden standaard weer. Tijdens de Tweede Wereldoorlog ontkomt Finland niet aan het slaan van munten uit ijzer en zink. Bovendien heeft de oorlog een aanzienlijke inflatie tot gevolg.
In 1951 wordt de vaste waardeverhouding tussen de markka, goud en de Amerikaanse dollar officieel vastgesteld. Tegen 1960 wordt deze echter weer losgelaten.

## Van muntsanering tot euro (1963-2002)
Om de naoorlogse inflatie bij te houden worden er steeds grotere denominaties munten en bankbiljetten geproduceerd. De overheid besluit dit probleem op een vrij simpele maar doeltreffende manier op te lossen. Ze besluit de inflatie te verdoezelen door een nieuwe markka uit te brengen, tegen 1/100 van de waarde van de oude. Frankrijk had 5 jaar eerder een soortgelijke sanering met succes doorgevoerd. Nieuwe munten van 1 penni tot 1 markka komen vanaf 1 januari 1963 in omloop. De oude markkamunten blijven (formeel) in omloop, tegen 1/100 van hun oude waarde.
De hoge zilverprijs brengt ook Finland ertoe te stoppen met het slaan van zilveren circulatiemunten. De laatste zilveren markka's droegen het jaartal 1968. In 1970 wordt de koppeling met goud definitief losgelaten.

## Euro
In voorbereiding op de invoering van de euro worden per 1 januari 1994 een groot aantal munten en bankbiljetten buiten omloop gesteld. Het gaat om munten geslagen van 1860 tot 1963, en 1- tot 50-pennimunten van het oude type (geslagen van 1963 tot 1990). Bankbiljetten gedrukt tussen 1945 en 1980 worden ook ingetrokken. Deze waren tot dan altijd nog wettig betaalmiddel geweest. Op 1 januari 1998 volgde een tweede ronde, nu met 1- en 5-markkamunten van voor 1993 en een aantal herdenkingsmunten.
Op 1 januari 1999 voert Finland, samen met tien andere Europese landen, de euro in. De officiële wisselkoers was 5,94573 markka voor 1 euro. Op 28 februari 2002 is alleen de euro nog wettig betaalmiddel. De markka is geschiedenis geworden.